# واگیو

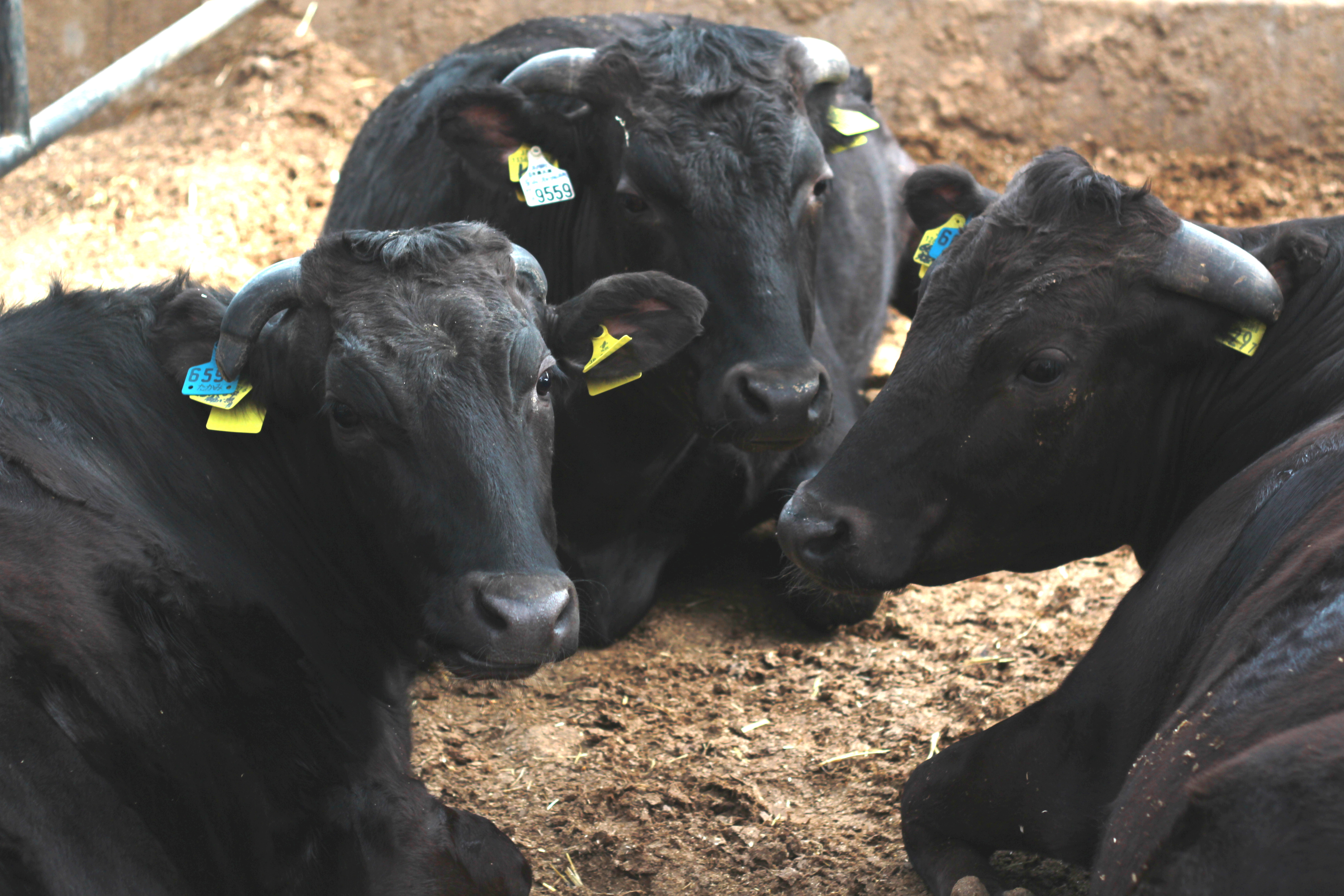
گاو سیاه ژاپنی نژاد تاجیما در مزرعه ای در شمال استان هیوگو

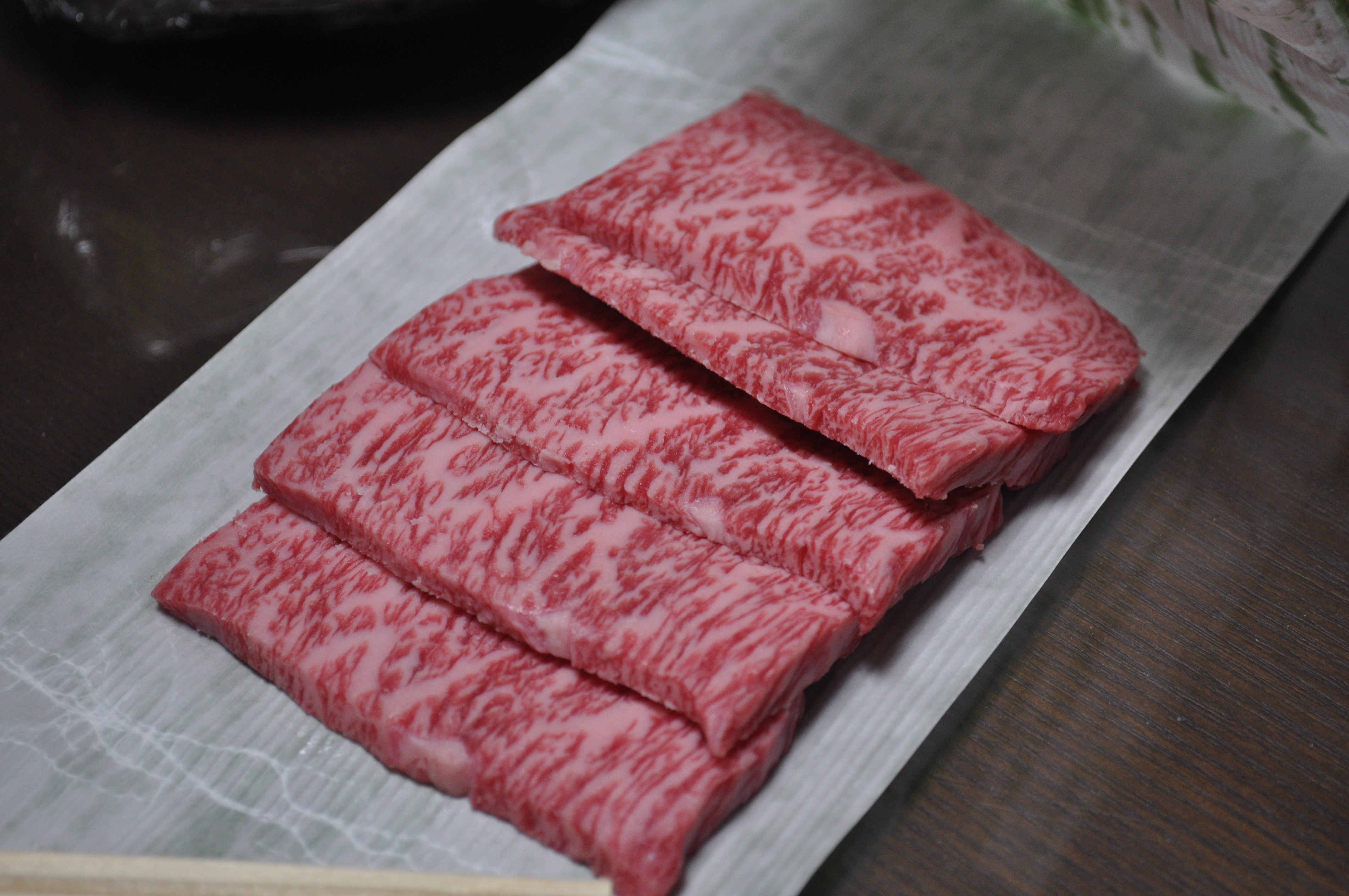
گوشت گاو واگیو ماتسوساکا ورقه شده کیفیت بالا

واگیو (ژاپنی: 和牛، هپبورن: wagyū, ت.ت. 'Japanese cattle') نام جمعیِ چهار نژاد اصلی گاو گوشتی ژاپنی است. همه گاوهای واگیو از دورگه‌سازی گاوهای بومی ژاپنی با گاوهای وارداتی، عمدتاً از اروپا، در اوایل قرن بیستم به دست می‌آیند. : 5 
گوشت گاو واگیو یکی از گران‌ترین گوشت‌های دنیا و دارای بافت مرمری است، به این معنی که رگه‌هایی از چربی در گوشت قرمز وجود دارد که آن را نرم و مرطوب و در عین حال طعم آن را اضافه می‌کند. گوشت گاو واگیو اغلب با نام‌های مختلفی (بسته به محل اصلی آن) شناخته می‌شود. در چندین استان ژاپن، گوشت گاو واگیو با نام منطقه شناخته می‌شود. نمونه‌ها شامل: گوشت ماتسوساکا، گوشت کوبه از گاو تاجیما، گوشت یونزاوا و گوشت اومی است. در سال‌های اخیر، درصد چربی گوشت گاو واگیو به دلیل کاهش چرا و افزایش استفاده از خوراک دام افزایش یافته است و در نتیجه گاوهای بزرگ‌تر و چاق‌تر تولید می‌شوند.

## تعریف
واگیو به معنای «گاو ژاپنی» است و نام یک نژاد گاو نیست. گاوهای بومی ژاپنی پس از اصلاحات میجی (۱۸۶۸ میلادی) تقریباً به خاطر آمیختگی با نژادهای اروپایی، به استثنای گاو میشیما منقرض شدند. تنها چند صد راس گاو بومی ژاپنی وجود دارد و گوشت این گاوها به ندرت در بازار فروخته می‌شود؛ بنابراین، واگیو امروزه به چهار نژاد به نام واگیو بهبود یافته (改良和牛، kairyō wagyū) اشاره دارد که از طریق تلاقی با نژادهای اروپایی به عنوان نژادهای ثابت تثبیت شده‌اند.
گوشت بافت مرمری غنی که از ویژگی‌های واگیو محسوب می‌شود، در واقع از ویژگی‌های نژاد سیاه ژاپنی است و نه سه نژاد دیگر، و این موضوع اغلب به اشتباه درک می‌شود زیرا نژاد سیاه ژاپنی در حال حاضر ۹۷٪ از کل واگیو را در ژاپن تشکیل می‌دهد.
در سال ۲۰۰۱، جنون گاوی در گاوهای ژاپنی گزارش و به یک مشکل اجتماعی بزرگ تبدیل شد. از آن زمان، آزمایش و ثبت احشام در ژاپن تشدید شده است. از سال ۲۰۰۷، تنها چهار نژاد کایریو واشو (kairyō washu) و آمیخته‌های آنها، و همچنین گاوهای متولد، بزرگ شده و ثبت نام شده در ژاپن مجاز به برچسب واگیو برای گوشت هستند. 
نژادهای غربی مانند هلشتاین و جرزی نیز در ژاپن برای گاوهای شیری پرورش داده می‌شوند. هنگامی که گوشت این گاوها در ژاپن فروخته می‌شود، باید برچسب «گوشت گاو خانگی» (国産牛) به آنها زده شود، نه «واگیو». 

## رتبه‌بندی گوشت گاو واگیو
درجه‌های گوشت گاو نشان دهنده کیفیت گوشت است و در ژاپن بر اساس «استانداردهای تجارت لاشه گاو» (که با تأیید وزارت کشاورزی، جنگلداری و شیلات ایجاد شده است) تعیین می‌شود. برای تعیین رتبه از دو درجه استفاده می‌شود، یکی درجه عملکرد و دیگری درجه کیفیت گوشت.
عیار عملکرد به سه درجه A و B و C تقسیم می‌شود که بالاترین عیار A است. درجه کیفی گوشت به پنج درجه (از ۱ تا ۵) تقسیم می‌شود که بالاترین عیار ۵ است. .
گوشت گاو در مجموع به ۱۵ روش درجه‌بندی می‌شود: A1 تا A5، B1 تا B5، و C1 تا C5 که ترکیبی از این دو درجه است و A5 بالاترین کیفیت را در هر دو درجه عملکرد و کیفیت گوشت نشان می‌دهد.
درجه عملکرد به درصد گوشت خوراکی در گاو اشاره دارد. درجه کیفیت گوشت با چهار معیار تعیین می‌شود: میزان مرمری بودن، رنگ گوشت، سفتی و بافت گوشت، و درخشندگی و کیفیت چربی.
| درجه بازده | درجه کیفیت گوشت | درجه کیفیت گوشت | درجه کیفیت گوشت | درجه کیفیت گوشت | درجه کیفیت گوشت |
| درجه بازده | ۵               | ۴               | ۳               | ۲               | ۱               |
| ---------- | --------------- | --------------- | --------------- | --------------- | --------------- |
| آ          | A5              | A4              | A3              | A2              | A1              |
| ب          | B5              | B4              | B3              | B2              | B1              |
| سی         | C5              | C4              | C3              | C2              | C1              |